# オンゲルマン川
オンゲルマン川（オンゲルマンがわ）、ないし、オンゲルマネルベン（スウェーデン語: Ångermanälven）は、スウェーデンで最も長い川のひとつであり、長さは 460キロメートル (290 mi) に達する。また、流量の上でもイェータ川、ルーレ川に次ぐ、第三の大河となっている。

## 名称
英語などにおける表記では、かつては「Ångermann」ないし「Angermann」が正式であった。この名称は、古ノルド語で「深いフィヨルド」を意味する「anger」に由来しており、ノルウェーにそうした地名がしばしば見出されるほか、「ånger」としてノールランドの海岸部に関連する地名が見出される。

## 流路
この川は、スウェーデン領ラップランド地方南部に位置するスカンディナヴィア山脈に源を発する。次いで、イェムトランド地方を通り、水の勢いを増してオンゲルマンランド地方を流れるが、この地方名は川の名称が由来となっている。おもな支川には、ボイモン川、フェルシュ川、ファックス川がある。また脈川にベンイェル川がある。
海から 50キロメートル (31 mi) ほどまでは、船で遡行することができる。最下流の 30キロメートル (19 mi) ほど、地図にソレフテオという町が記載されているあたりから先は、オダレンと称される風景の美しい河谷となっている。オンゲルマン川は、最後はクラムフォルスの町の近くで、バルト海のボスニア湾に注ぐ。
河口部には、スウェーデン最長の吊り橋であるヘガクステン橋がかかっている。